# Nový Ruskov
Nový Ruskov (em húngaro: Újruszka) é um município da Eslováquia, situado no distrito de Trebišov, na região de Košice. Tem 11 km² de área e sua população em 2018 foi estimada em 670 habitantes.

## Demografia
| Ano:        | 1994 | 2004   | 2014   | 2024   |
| ----------- | ---- | ------ | ------ | ------ |
| Broj ljudi: | 659  | 637    | 642    | 695    |
| Razlika:    |      | -3,33% | +0,78% | +8,25% |

| Ano:               | 2023 | 2024   |
| ------------------ | ---- | ------ |
| Número de pessoas: | 683  | 695    |
| Diferença:         |      | +1,75% |